# Te lapa
Te lapa là một thuật ngữ của người Polynesia để chỉ những hiện tượng về ánh sáng không giải thích được và chưa được chứng minh về mặt khoa học bên dưới hoặc trên bề mặt đại dương. Te lapa có thể hiểu nôm na là "ánh sáng nhấp nháy", "tia chớp dưới nước", "sự nhấp nháy", hoặc "thứ gì đó nhấp nháy". Nó được sử dụng bởi những người Polynesia như một công cụ hỗ trợ điều hướng để tìm kiếm các hòn đảo ở Thái Bình Dương. Trong một số trường hợp, đó có thể là phát quang sinh học hoặc có bản chất điện từ. Các giả thuyết khác bao gồm các dạng giao thoa của các sóng giao nhau tạo ra một đường cong nhô lên hoạt động như một thấu kính, nhưng lại không giải thích được nguồn gốc của ánh sáng. David Lewis suy đoán rằng te lapa có thể bắt nguồn từ sự phát quang của các sinh vật, sự trồi sụt của mặt đất, hay do sóng dội ngược từ các rạn san hô hoặc đảo.

## Lịch sử
Te lapa đã thu hút sự chú ý của giới học thuật sau khi David Lewis xuất bản cuốn sách We, the Navigators vào năm 1972. Cuốn sách đã phá bỏ niềm tin trước đây rằng người Polynesia đã khám phá ra quần đảo một cách tình cờ và không cần các công cụ hỗ trợ hàng hải. Lewis đã ghi lại nhiều phương pháp phi công cụ được sử dụng để điều hướng, hầu hết đều có thể giải thích được bằng khoa học ngoại trừ te lapa. Sau đó vào năm 1993, Marianne George đã lên đường cùng Lewis và cùng làm việc với Kaveia, một người gốc Taumako, để xác định nguồn gốc và bản chất của te lapa.
Cuối cùng, George đã chứng kiến te lapa nhiều lần với sự giúp đỡ từ Kaveia. Cô mô tả nó như một hiện tượng tự nhiên và được sử dụng để tìm kiếm, được nhìn thấy rõ nhất vào ban đêm. Ánh sáng được dùng để tìm kiếm các hòn đảo, hoặc để định hướng lại hoa tiêu. Kaveia lưu ý rằng te lapa được dùng để điều hướng không quá 120 dặm từ bờ biển, và hiếm khi gần hơn 2 dặm do đã có thể nhìn thấy các hòn đảo từ khoảng cách đó. Nó thường có màu trắng, mặc dù màu của nó có thể phụ thuộc vào thành phần của nước. Nó cũng được mô tả là có hình dạng của một đường thẳng. Lewis, người từng nhìn thấy loại ánh sáng này, mô tả nó là "vệt sáng", "nhấp nháy", "nhấp nháy", "phi tiêu", "tia sáng", hoặc "mảng phát sáng" nhưng không lởm chởm giống như tia chớp. Lewis lưu ý rằng te lapa sẽ di chuyển chậm hơn khi ra biển và nhanh hơn khi gần bờ hơn, thường có đặc điểm "giật nhanh liên hồi". Lewis được Bongi, một người bản địa của đảo san hô Matema, chỉ dẫn rằng te lapa có thể nhìn thấy rõ nhất trong khoảng 80 đến 100 dặm từ bờ biển.
Các nền văn hóa Polynesia khác có những tên gọi khác nhau cho hiện tượng này. Trên đảo Nikunau, nó được gọi là "te mata" và "ulo aetahi" (Huy hoàng của biển). Ở Tonga, nó được gọi là "ulo aetahi", "ulo a'e tahi" hay "te tapa" Lewis lưu ý rằng người Tikopia không biết đến te lapa.
George, người từng đi biển nhiều lần và đã nhìn thấy nhiều "ngọn đèn đại dương" từ các nguồn khác nhau, đã bác bỏ nhiều giả thuyết khác nhau để giải thích te lapa như sét hòn, tektites, phát quang sinh học, phát quang, lửa thánh Elmo, thiên thạch, vệ tinh, sao chổi, những tia sáng lạ có thể nhìn thấy vào lúc bình minh hoặc hoàng hôn, thiên thể, Fata Morgana, sự phản chiếu của ánh sáng, cầu vồng, vầng vinh quang, tia hoàng hôn, mặt trời giả hoặc mặt trăng giả, Iceblink, các khúc xạ từ những đám mây, cực quang, khoảnh sao, ánh sáng động đất và một loạt các bóng sáng, ánh sáng đứt gẫy, màu và vòng cung ảo ảnh từ các hiện tượng ánh sáng trên vĩ độ 60°.

## Hoài nghi
Richard Feinberg, một giáo sư thuộc Đại học Kent State, nói rằng hiện tượng này chưa được biết đến một cách khoa học, rằng có rất ít tài liệu về nó, và có những bất đồng giữa các thủy thủ về cách thức vận hành của hiện tượng này. Tuy nhiên, Feinberg đã phỏng vấn những thủy thủ tin tưởng vào te lapa và nói rằng họ đã sử dụng nó để điều hướng. Ông kết thúc ấn phẩm của mình về te lapa với nhận xét "mặc dù tôi chưa sẵn sàng gạt te lapa ra khỏi tầm tay, nhưng thật khó để thấy làm thế nào mà một hiện tượng rất hiếm và khó tìm lại có thể trở thành một công cụ điều hướng đáng tin cậy, đặc biệt là trong một tình huống khẩn cấp, đúng là khi thật sự cần thiết."